# 9727 Skrutskie
9727 Skrutskie eller 1981 EW24 är en asteroid i huvudbältet som upptäcktes den 2 mars 1981 av den amerikanska astronomen Schelte J. Bus vid Siding Spring-observatoriet. Den är uppkallad efter Michael F. Skrutskie.
Asteroiden har en diameter på ungefär 6 kilometer och den tillhör asteroidgruppen Koronis.